# Ipomoea madrensis
Ipomoea madrensis es una especie fanerógama de la familia Convolvulaceae.

## Clasificación y descripción de la especie
Herbácea, generalmente erecta al principio, decumbente o postrada después, perenne; tallo ligeramente ramificado, sin pelos; hoja entera o partida, de 2.5 a 5 cm de largo, de 1 a 2 cm de ancho, el ápice agudo o redondeado y mucronulado, o puede estar dividida en 3 a 5 segmentos lanceolados a lineares; inflorescencias con una sola flor; sépalos desiguales, ovados, de 9 a 12 mm de longitud, los exteriores más grandes; corola en forma de embudo (infundibuliforme), de 3 a 4 cm de longitud, violácea o purpúrea, tubo blanco; el fruto es una cápsula subglobosa, de 5 a 7 mm de diámetro, con 6 semillas, elipsoideo-triangulares, de 3 a 5 mm de longitud, densamente pubescentes.

## Distribución de la especie
Especie endémica de México. Se distribuye en los estados de Sonora, Chihuahua, Durango, Zacatecas, Aguascalientes, Guanajuato, Querétaro, Hidalgo, Nayarit, Michoacán, México y Distrito Federal.

## Ambiente terrestre
Planta escasa, ubicada en zonas serranas con bosques de encino y/o de pino. Prospera en altitudes que van de 2100 a 2600 m s.n.m. Se encuentra en floración de agosto a octubre.

## Estado de conservación
No se encuentra bajo ningún estatus de protección.